# Torre Llafuda
Torre Llafuda este o arie protejată (arie specială de conservare — SAC, sit de importanță comunitară — SCI) din Spania întinsă pe o suprafață de 96,5 ha, integral pe uscat.

## Localizare
Centrul sitului Torre Llafuda este situat la coordonatele 39°59′42″N 3°55′38″E / 39.9949°N 3.9272°E.

## Înființare
Situl Torre Llafuda a fost declarat sit de importanță comunitară în iulie 2010 pentru a proteja 30 de specii de animale. Situl a fost protejat și ca arie specială de conservare în martie 2015.

## Biodiversitate
Situată în ecoregiunea mediteraneană, aria protejată conține 3 habitate naturale: Păduri de Quercus ilex și Quercus rotundifolia, Iazuri temporare mediteraneene, Păduri de Olea și Ceratonia.
La baza desemnării sitului se află mai multe specii protejate:
- păsări (29): ciocârlie-de-câmp (Alauda arvensis), Alectoris rufa, pasărea ogorului (Burhinus oedicnemus), caprimulg (Caprimulgus europaeus), cânepar (Carduelis cannabina), sticlete (Carduelis carduelis), florinte (Chloris chloris), corb (Corvus corax), prepeliță (Coturnix coturnix), presură sură (Emberiza calandra), măcăleandru (Erithacus rubecula), vânturel roșu (Falco tinnunculus), muscar negru (Ficedula hypoleuca), Galerida theklae, sfrâncioc cu cap roșu (Lanius senator), codobatură galbenă (Motacilla alba), codobatură de munte (Motacilla cinerea), ciuf-pitic (Otus scops), pițigoi mare (Parus major), vrabie (Passer domesticus), codroș de munte (Phoenicurus ochruros), pitulice de munte (Phylloscopus collybita), pitulice-fluierătoare (Phylloscopus trochilus), mărăcinar (Saxicola rubetra), mărăcinar negru (Saxicola torquatus), graur (Sturnus vulgaris), mierlă (Turdus merula), sturz-cântător (Turdus philomelos), pupăză (Upupa epops)
- reptile (1): țestoasă bănățeană (Testudo hermanni)

Pe lângă speciile protejate, pe teritoriul sitului au mai fost identificate 4 specii de plante, 2 specii de amfibieni, 5 specii de mamifere, 2 specii de nevertebrate.